# 秋元玲奈
秋元 玲奈（あきもと れな、1985年7月5日 - ）は、日本のフリーアナウンサー。テレビ東京元アナウンサー。

## 略歴
東京都出身。
白百合学園幼稚園、白百合学園小学校、白百合学園中学校・高等学校、慶應義塾大学法学部政治学科卒業。

### 学生時代
実父（秋元義孝・後に宮内庁式部官長）が在英国日本国大使館参事官となった関係でロンドン（英国：1991年 - 1994年）、次いで在ロシア日本国大使館参事官となったためモスクワ（ロシア：1994年 - 1996年）にて海外在住経験を持つ帰国子女。
高校以前から演劇に興味があり、高校時代は演劇部に所属。部長の経験がある。
大学時代に、2004年度『ミス慶應』ファイナリスト選出。
テニスサークルに所属して週2日活動。アルバイトは姉と同じアパレルショップに週１日で働いたり、女子大生bis読者モデル（bis READERS NUMBER 063）をしていた。

### テレビ東京に入社
2008年4月、テレビ東京に入社。同期入社のアナウンサーは相内優香。同年5月25日、『東京☆女子アナクルーズ』にて局アナとして初出演。同年9月2日・3日の『メガスポ!』に、1年先輩の繁田美貴の代役として出演。
2016年のリオ五輪民放連五輪中継のPRCMにテレビ東京を代表して出演。現地キャスターとして取材も担当した。
2017年3月21日、交際中の会社員男性と結婚。後にこの男性が、元F1ドライバーで現レーシングチーム代表である鈴木亜久里の長男だと明かされた。同年4月から『ニュースモーニングサテライト』のサブキャスターに就任。
同年8月18日、妊娠を報告。同年9月22日、産休に入ることを発表。同年11月1日、第1子男児を出産。
2019年4月、育休から復帰。

### テレビ東京を退社、フリーアナウンサーに転身
2021年3月19日、テレビ東京公式アナウンサーサイトにて、同年6月上旬で退職すると報告。6月10日付で13年間在職したテレビ東京を退職。6月15日には自身のInstagramで育児と並行してフリーアナウンサーとして活動することを表明した。10月1日、双子を妊娠していることを発表。12月17日、第2子・第3子となる双子の男児の出産を報告。
2022年7月、夫の転勤に伴い英国・ロンドンへ移住。

## 人物

### 愛称
「れなぴょん」「ぴょんれな」「ぴょん」などがあるが、先輩の大江麻理子が、秋元のことを｢あきもっちゃん｣と呼ぶ影響で、相内から「もっちゃん」とも呼ばれている。

### 趣味・特技
ファッション研究、旅行、英会話、家族の服のコーディネート

### 嗜好
ラーメン、焼肉、もつ鍋

### エピソード
- 学生時代の2007年に経済学者の内藤忍から資産設計を初歩から学び、金融経済誌『フィナンシャルジャパン』にて連載していた経験がある。
- 「世界卓球2009横浜大会」のテレビ東京女子アナウンサー公式応援ユニット「ピンポン7」のメンバー。『柔道グランドスラム東京2009』を応援する男女混合アナウンサーユニット「柔道IPPON組（いっぽんぐみ）」のメンバー[26]。
- テレビ東京入社後は、自身が着なくなった古着を後輩の狩野恵里に譲渡することが多い[27]。

### 交友関係
- 他局の同期で元テレビ朝日の竹内由恵とは同じ大学・学部の同級生[28][29]。

## 出演
- E morning
  - 生活情報（天気・第2部進行）担当（月 - 木曜担当、2008年9月29日 - 2009年3月26日）
  - 生活情報（第2部進行）担当（火 - 木曜担当、2009年3月31日 - 9月24日）
  - 生活情報（第2部進行）担当（火曜担当、2009年9月29日 - 2010年3月30日）
  - 生活情報（第2部進行）担当（木曜担当、2010年4月1日 - 6月24日）
- メガスポ!（金曜担当、2008年10月3日 - 2009年3月27日）
  - 繁田美貴の代理として（2008年9月2日、9月3日）
  - メガスポ!卓球女王決定戦2009（2009年1月10日、11日、18日、24日）
  - 大橋未歩アナウンサーからの引継ぎ（2009年3月29日）
- 世界を変える100人の日本人! JAPAN☆ALLSTARS（アシスタント、2008年10月17日 - 2009年3月13日）
- TX-V 女子アナなび（2008年11月22日 - 2011年4月）
- 東京☆女子アナクルーズ（2008年5月25日、8月10日、8月17日、8月24日、9月14日）
- A×A ダブルエー（2008年7月15日 - 2011年7月8日）
- ブランニュー!（2008年10月5日 - 11月30日、2009年7月5日 - 2011年4月17日）
- それゆけ!7ちゃん（2008年7月23日、テレビ東京・ワンセグ放送限定）
- Jナビ（2008年8月19日 - 12月28日、2009年7月13日 - 2012年3月）
- 天下統一CG将軍2（BSジャパンでの放送、2008年10月4日）
- 名言寄席（不定期出演、2008年11月3日 - 2009年1月16日、2009年3月30日 - 2010年1月14日）
- ゴッドタン（松丸友紀アナウンサーの女友達[30]として、2008年12月3日）
- こちら!女子アナ番宣部（2008年12月24日、25日）
- 釣り・ロマンを求めて（2008年12月27日、2009年8月15日、11月28日）
- ミニミニさまぁ〜ず（2008年12月30日、2009年1月3日）
- 今年も生だよ芸人集合 笑いっぱなし伝説（2009年1月1日）
- えいせい魂（BSジャパンでの放送、「杉作J太郎の妄想恋愛」のDVD発売記念の特別編、2009年3月15、22、29日）
- 世界卓球2009デイリーハイライト（2009年5月1日、2009年5月2日）
- もえ×こん（劇場版ハヤテのごとく!の紹介、2011年8月22日 - 26日）
- PLASMA RADIO（Inter FM） - 準レギュラー
- ワールドビジネスサテライト（「トレンドたまご」コーナー 水曜担当、2010年6月30日 - 2013年3月27日）
- 料理の怪人（2010年10月20日 - 2011年2月9日）
- Hello!毎日かあさん（2011年4月4日 - 2013年3月29日）
- NEWSアンサー（2012年9月13日・9月14日[注 2]、2015年7月9日・7月10日[注 3]）
- 所さんの学校では教えてくれないそこんトコロ!（大橋未歩の代役アシスタント、2013年2月1日 - 2013年9月13日）
- ピンポーン!玲奈ちゃんねる（2014年1月12日[注 4] - 4月27日）
- ネオスポーツ the documentary![注 5]（2009年4月 - 2016年3月）
  - 週末版（日曜日→土・日の隔週交代→土・日→日曜日） 
    - 2009年4月5日 - 2016年3月27日

  - 平日版[注 6]
    - 月曜担当　2010年6月28日 - 2013年3月25日
    - 金曜担当　2013年4月5日 - 2015年3月20日
    - 火曜担当　2015年3月31日 - 2016年3月29日
- トラの門スポーツ（不定期）
- 追跡LIVE! Sports ウォッチャー（2016年4月 - 2017年4月）
  - 週末版 
    - 日曜担当　2016年4月3日 - 2017年4月2日

  - 平日版
    - 火曜担当　2016年4月5日 - 2017年3月28日
- 日経スペシャル 未来世紀ジパング〜沸騰現場の経済学〜（2015年3月30日[31] - 2017年9月11日）
- マツコ&有吉の怒り新党（2016年7月、テレビ朝日） - リオデジャネイロオリンピックのPRのためのゲスト出演
- 行列のできる法律相談所（2016年7月、日本テレビ） - 同上
- ニュースモーニングサテライト（2017年4月3日 - 9月22日、2019年4月4日 - 2021年3月26日）木・金曜サブキャスター

## その他メディア活動
- 新聞
  - 読売新聞東京版金曜日夕刊芸能面コラム『秋元玲奈の意外とA型です』（2012年4月 - 9月、月1回連載）
  - 日刊スポーツアナウンサーコラム『アナ姫』（2016年2月）
- 書籍
  - 『A×A OFFICIAL BOOK 相内優香×秋元玲奈』（「A×A新プロジェクト第1弾」、2009年6月17日発売、東京ニュース通信社）ISBN 978-4-86336-055-6
- CD
  - 『アニソンぷらす×アニメ☆ダンス コレクション』（「A×A新プロジェクト第2弾」、『みなみけ』の主題歌に使われた『経験値上昇中☆』を2人がカバーしたものが1曲収録されている[32]）
- DVD
  - 女子アナクッキング〜教えて!料理のアナとツボ〜（「先輩アナへの愛情弁当」）